# Jean-Pierre Boyer-Bazelais
Jean-Pierre Boyer-Bazelais (* 24. Mai 1833 in Port-au-Prince; † 27. Oktober 1883 in Miragoâne) war ein haitianischer Politiker, Aide-de-camp (Adjutant) von Präsident Fabre Geffrard, Rechtsanwalt, Abgeordneter, Gründer und Vorsitzender der Liberalen Partei Haïtis.

## Leben
Charles Jean Pierre Boyer-Bazelais wurde am 24. Mai 1833 in Port-au-Prince geboren. Er war Abgeordneter und Präsident des Parlaments (Chambre des Représentants) und machte auch eine militärische Karriere als Schwadronschef und Adjutant von Präsident Fabre Geffrard.
Er heiratete am 30. August 1865 in Port-au-Prince Marie Anne Joséphine Charlotte Adléda Liautaud (geboren 1841 in Croix-des-Bouquets und gestorben am 27. November 1880 in Kingston, Jamaika).
Boyer-Bazelais verstarb inmitten monatelanger Unruhen am 27. Oktober 1883 in Miragoâme.

## Politisches Wirken

### Gründung der Liberalen Partei
Boyer-Bazelais war im Jahr 1870 der Gründer der ersten politischen Partei Haitis, der Liberalen Partei.
Diese Partei, die sich hauptsächlich aus Mulatten zusammensetzte, befürwortete eine repräsentative, parlamentarisch geprägte Staatsform. Die Liberalen erreichten unmittelbar nach ihrer Gründung die absolute Mehrheit im Parlament. Indem sie sich in klare Opposition zur Regierung begab und diese angesichts ihrer parlamentarischen Mehrheit stark unter Druck setzte, verlor sie viel ihrer Glaubwürdigkeit bei den Wählern. Schließlich spaltete sich die Liberale Partei und die mit ihrem ursprünglichen Gründer rivalisierende Abspaltung gewann unter Präsident Pierre Théoma Boisrond-Canal (17. Juli 1876 bis 17. Juli 1879) die Macht.
Nach Gründung der Liberalen Partei wurde auch die von der schwarzen ethnischen Mehrheit getragene Nationale Partei gebildet. Diese gewann die Wahlen von 1879.
Ein Dutzend Jahre lang standen sich Liberale und Nationale in der haitianischen politischen Arena gegenüber, bis 1883 eine neue Herausforderung entstand.

### Revolutionärer Aufstand
In Opposition zum Regime von Präsident Lysius Solomon führte Boyer-Bazelais einen revolutionären Aufstand. Er landete am 27. März 1883 in Miragoâne mit haitianischen Truppen aus Kuba und Jamaika, die zuvor wegen des Regimes von Salomon ins Exil gegangen waren. Sie initiierten eine Aufstandsbewegung, der sich auch Bewohner anderer Städte des Landes anschlossen, und nahmen einen Teil des haitianischen Territoriums in Besitz. Ihre Anhänger drangen in Port-au-Prince ein und es kam zu Kämpfen in der Hauptstadt. Sie versuchten vergeblich, die Regierung zu stürzen, und nachdem sie mehr als sechs Monate lang tapfer gegen die Regierungstruppen gekämpft hatten, mussten sie nach dem Verlust ihres Führers Boyer-Bazelais, der am 27. Oktober 1883 in Miragoâme getötet wurde, kapitulieren.

## Nachhall
Jean Price-Mars veröffentlichte 1948 das Buch Jean-Pierre Boyer-Bazelais et le drame de la Miragoâne, dessen Inhalt auf Tagebuchaufzeichnungen der Jahre 1883/84 beruht.